# Ђезини (Напуљ)
Ђезини је насеље у Италији у округу Напуљ, региону Кампанија.
Према процени из 2011. у насељу је живело 42 становника. Насеље се налази на надморској висини од 198 м.